# 新街口駅 (南京市)
新街口駅（しんがいこう-えき）は、中華人民共和国江蘇省南京市秦淮区ににある、南京地下鉄の駅である。1号線と2号線が乗り入れ、両路線の接続駅となっている。

## 利用可能な鉄道路線
南京地下鉄
■1号線
■2号線

## 駅構造
1号線・2号線共に島式ホーム1面2線を有する地下駅。
| 1号線ホーム | ←1号線 邁皋橋方面   |
| 1号線ホーム | 島式ホーム          |
| 1号線ホーム | 1号線 奥体中心方面→ |

| 2号線ホーム | ←2号線 油坊橋方面 |
| 2号線ホーム | 島式ホーム        |
| 2号線ホーム | 2号線 経天路方面→ |

### 改札・出入口
- 1号出入口：新街口南バス停留場
- 3号出入口：エスカレーター・南京国際金融センター・東方弗莱徳（デパート）・東鉄管巷
- 4号出入口：漢中路 (西)・南京国際金融センター・東方弗莱徳（デパート）
- 5号出入口：漢中路(南)・招商銀行・金鷹国際（デパート）・新東方前途出国（塾）・中韓人寿
- 9号出入口：南京新百（デパート）
- 10号出入口：南京新百（デパート）
- 12号出入口：正洪街
- 15号出入口：大洋百貨(北)（デパート）・石鼓路(北)
- 16号出入口：東方商城（デパート）
- 20号出入口：王府大街
- 22号出入口：南京新百（デパート）・中山東路
- 24号出入口：中山東路

## 駅周辺
当駅は南京新街口という繁華街に位置し、周辺には百貨店が複数立地している。
- 東方商城
- 新街口百貨商店
- 中央商場
- 大洋百貨
- 德基広場
- 金陵飯店
- 大華電影院

## 歴史
- 2005年8月12日 - 1号線開業。
- 2010年5月28日 - 2号線開業。

## 隣の駅
南京地下鉄
■1号線
珠江路駅 - 新街口駅 - 張府園駅
■2号線
上海路駅 - 新街口駅 - 大行宮駅